# 荔枝角收押所
荔枝角收押所（英語：Lai Chi Kok Reception Centre）是香港懲教署轄下的一所高度設防的收押所，亦是監獄的中轉站，因為所有被法庭判入獄或上訴失敗需再次入獄的囚犯（被判有期徒刑不少於12年的甲級重犯會直接囚禁於赤柱監獄），都會先囚禁於本懲教院所，然後再按囚犯的特質（如刑期，背景，身體狀況等）編配至合適的懲教院所服刑，院所位於九龍蝴蝶谷道5號。該所1977年投入服務，現收容下列男性成年人士：
1. 各類還押犯；
2. 等候判決的疑犯；
3. 剛判刑的囚犯，以等候編配合適的懲教院所服刑（被判12年或以上的甲級重犯會直接囚禁於赤柱監獄）；
4. 根據《入境條例》受羈押的人士；
5. 上訴人（被判終身監禁的囚犯除外）；
6. 上訴失敗而需入獄完成餘下刑期的囚犯，以等候編配合適的懲教院所服刑（被判12年或以上的甲級重犯會直接囚禁於赤柱監獄）；
7. 成年的初犯及積犯（被判終身監禁的囚犯除外）；或
8. 按照《戒毒所條例》還押的人士。

## 歷史

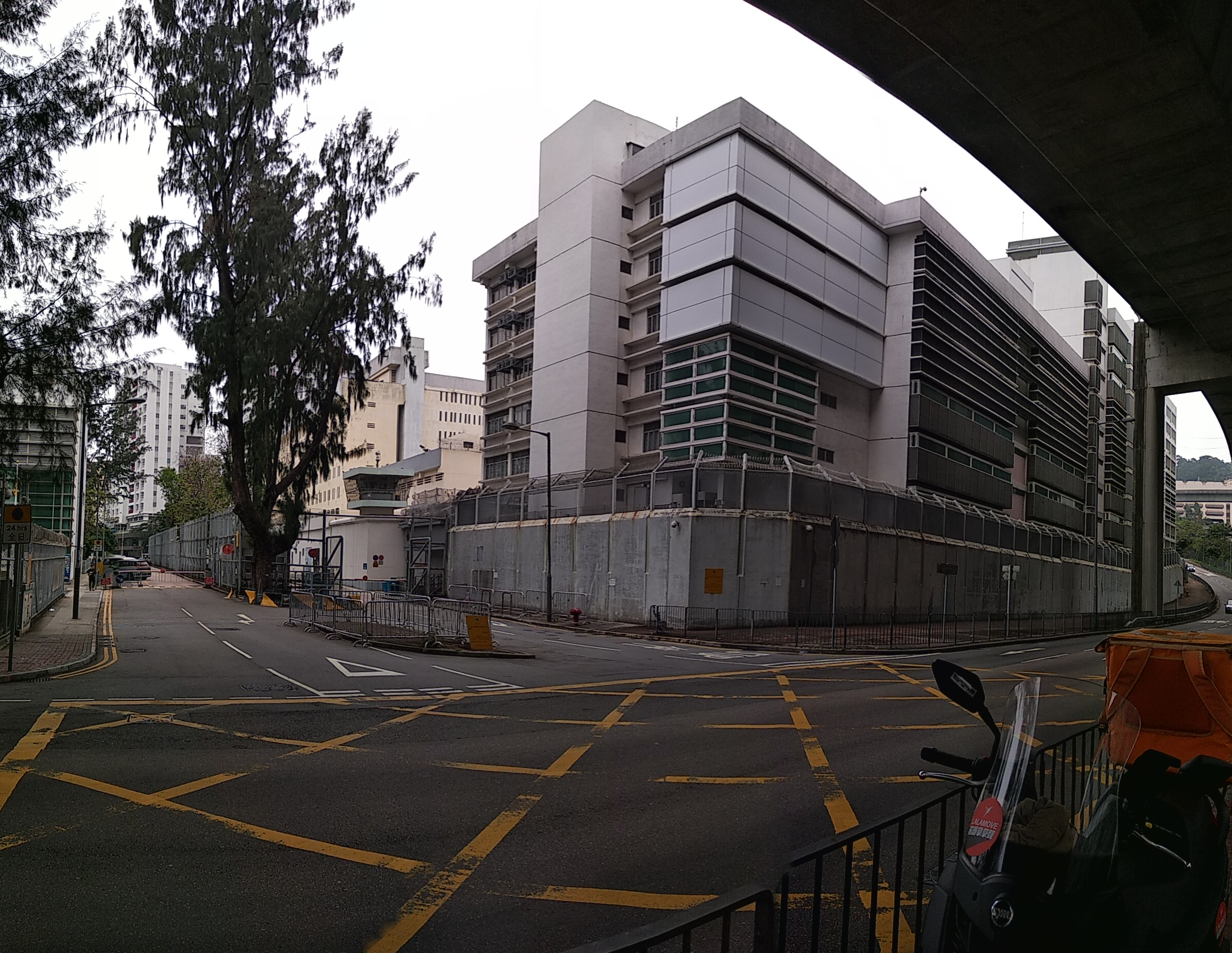
荔枝角懲教所

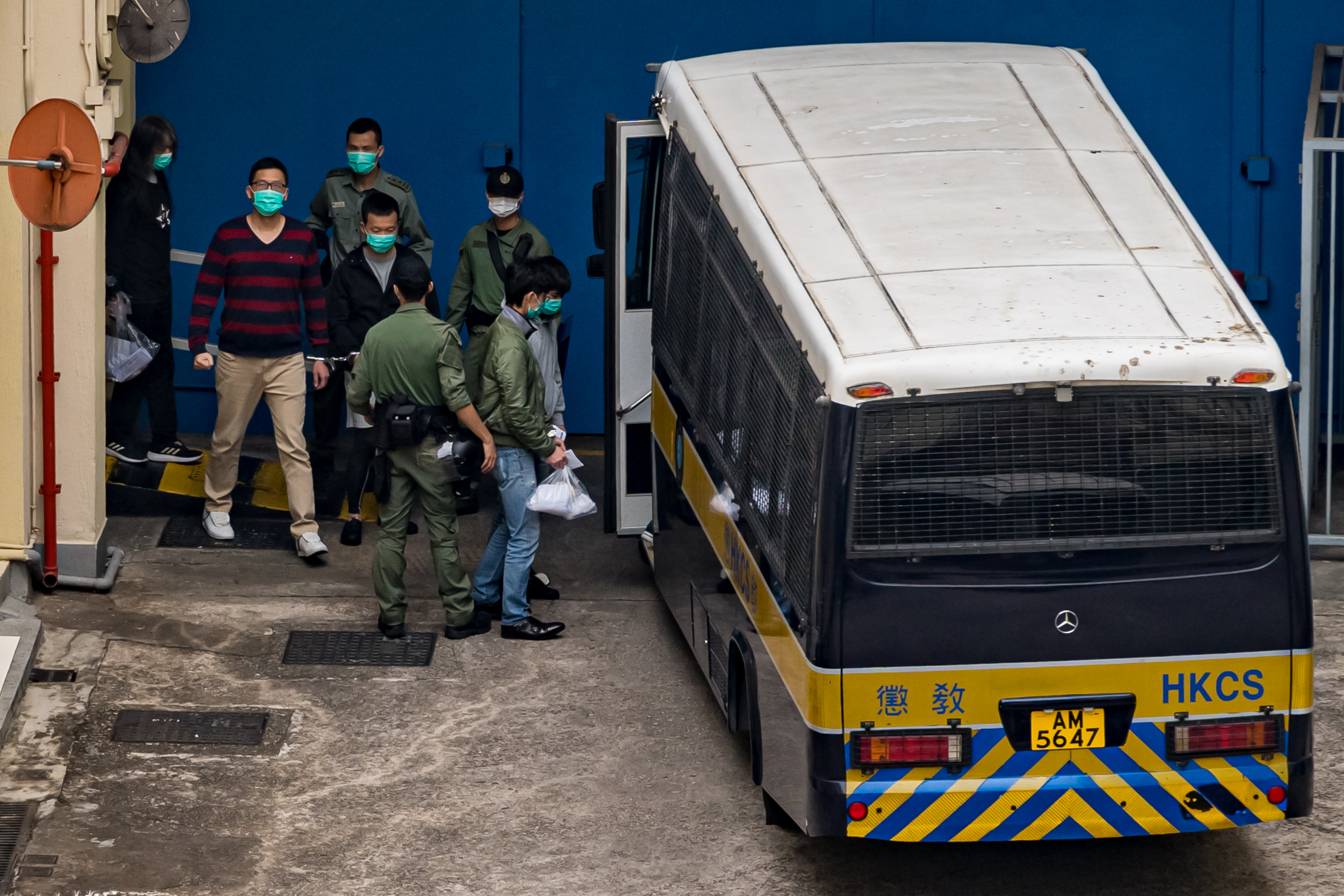
荔枝角收押所囚車出發點

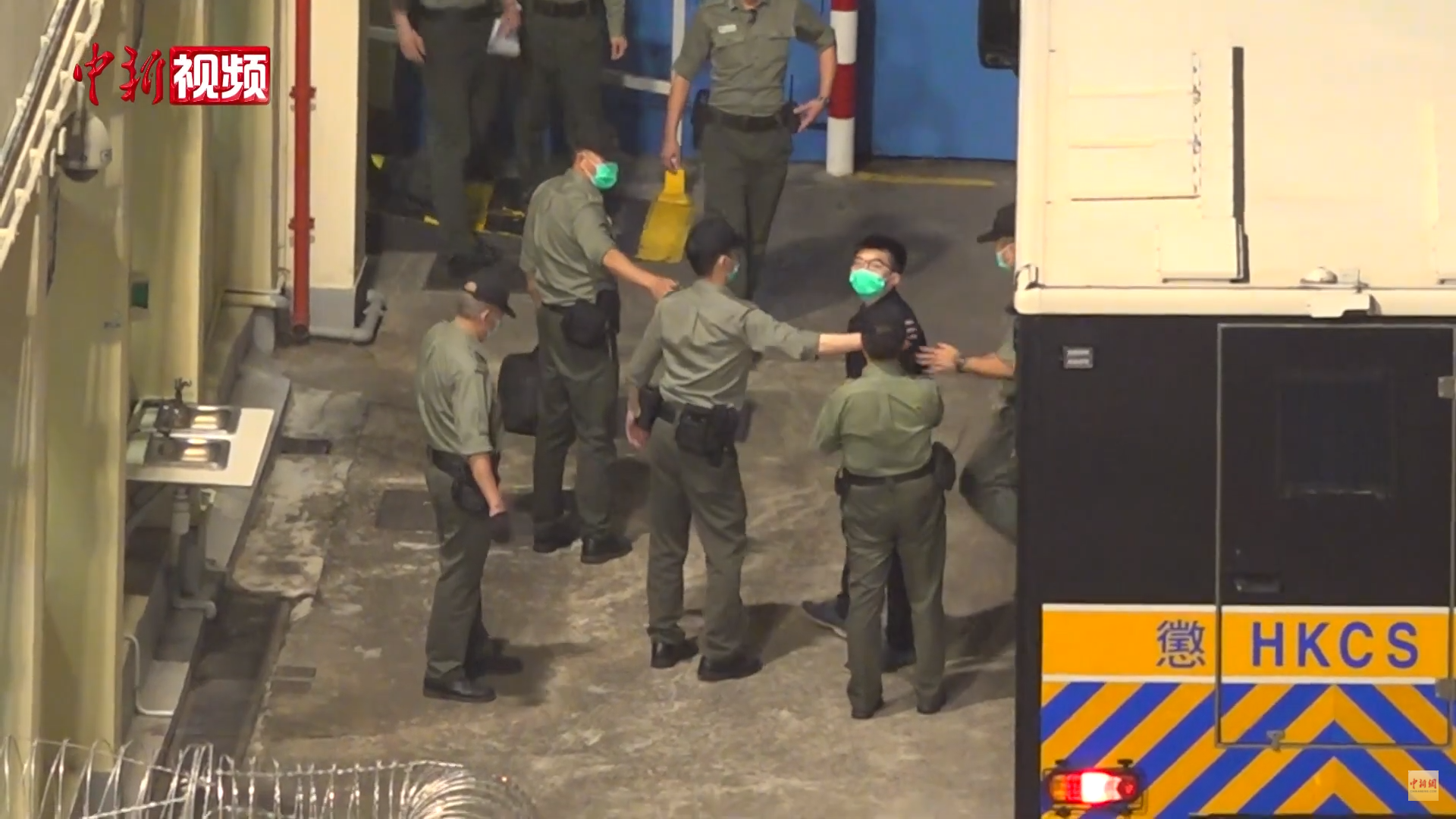
晚上的荔枝角收押所

荔枝角收押所起源自1932年落成的荔枝角監獄，啟用時主要收納女性犯人，是二戰前香港三大監獄之一，其餘兩間是域多利監獄和赤柱監獄。荔枝角監獄在二戰期間遭到破壞，要到1947年10月才重新運作。為解決女性犯人增多而造成的容量問題，監獄署1969年在大欖監獄（今大欖懲教所）旁邊興建大欖女懲教所，並將荔枝角監獄內的犯人調遷到後者，調遷後該監獄變為荔枝角教導所。1972年，荔枝角教導所正式關閉並原址重建，以擔當原域多利監獄中的收押功能，在1977年落成及更名為荔枝角收押所後運作至今。
1995年1月4日，位於荔枝角收押所以南的懲教署職員會所啟用，會員超過10000名。
懲教署將荔枝角收押所附近的已婚職員宿舍部分用地（A至F座），及荔枝角九巴訓練場舊址合併改建，成為新的中度設防懲教設施「荔枝角懲教所」，以重置已於前一年關閉的域多利監獄及收容成年女性犯人。改建後的荔枝角懲教所於2006年7月20日啟用，由保安局局長李少光與懲教署署長彭詢元主持開幕禮。院所內有五座多層建築物，包括收押室、探訪室、囚倉等。不過，荔枝角收押所仍然不敷應用，須在2010年8月將女性犯人遷至羅湖懲教所及關閉改建。收押所的附翼擴建部份於2012年3月啟用，額外提供400個懲教名額，收容成年男性在囚及還押人士。
由於收押所設施老化及環境擠迫，政府在2023年提出分階段重建荔枝角收押所，拆除現有的五座建築物，再於原址興建三座大樓，預計2031年完成。

## 關押人士
- 簡炳墀：已故香港賽馬會著名練馬師，2011年在上水區鄉事委員會選舉中賄選被捕，於荔枝角收押所候判。2012年11月24日被判監3個半月。簡不滿裁決提出上訴，被高等法院駁回，須即時還柙服刑，後來律政司不服，經上訴庭覆核聆訊後改判監禁12個月。
- 季炳雄：香港「三大賊王」之一，與張子強及葉繼歡等悍匪齊名。曾為八，九十年代省港旗兵頭目。被送往赤柱監獄服刑前曾被拘留於此。及後於2005年5月被香港法庭判處監禁24年。扣除假期，已於2020年1月刑滿出獄。季炳雄沒有香港身份證，但持有美國護照。因此，出獄後已即時被港府在特警護送下抵達香港機場，遞解出境到美國。
- 曾蔭權：前任香港特別行政區行政長官，因曾蔭權涉貪案被判公職人員行為失當罪名成立，被判20個月，後來提出上訴，雖然上訴庭裁定上訴失敗但減刑至12個月。
- 梁國雄：前立法會議員（新界東），2014年6月，因2011年衝擊香港政府舉行的遞補機制論壇，被控刑事毀壞等罪成被判囚2個月，後減刑至囚4周，並即時入獄；7月5日被釋放。[11]
- 暗角七警[12]，分別為總督察黃祖成（50歲）、高級督察劉卓毅（31歲）、警長白榮斌（43歲）、警員劉興沛（39歲）、陳少丹（33歲）、關嘉豪（33歲）及黃偉豪（38歲），被控於2014年10月15日毆打前公民黨成員曾健超，被區域法院法官杜大衛裁定「蓄意導致身體受嚴重受傷」罪名不成立，但交替的「襲擊致造成身體傷害」則罪名成立。而陳少丹因在中區警署內掌摑曾健超同時被裁定普通襲擊罪成。
- 陳竹男：台灣電騙犯，2009年被還押荔枝角收押所期間猝死，揭發身上有逾百處瘀傷，曾遭3名懲教員凌辱及毒打，更懷疑遭侵犯。該3名懲教員因嚴重傷人罪名被判囚16個月。[13]
- 東北十三子：分別為梁曉暘、黃浩銘、劉國樑、梁穎禮、林朗彥、朱偉聰、郭耀昌、招顯聰、陳白山及黃根源，因參與反新界東北撥款示威非法集結罪罪成，經上訴庭覆核聆訊後改判監禁8至13個月。
- 雙學三子：分別為周永康、黃之鋒和羅冠聰，因重奪公民廣場事件非法集會罪罪成，在律政司覆核刑期下改判黃之鋒即時監禁6個月；羅冠聰即時監禁8個月；周永康即時監禁7個月。黃之鋒佔旺藐視法庭罪成，監禁3個月，後來就刑期提出上訴，減刑至2個月。[14]
- 陳海平：涉及五歲女童陳瑞臨虐殺案，2021年4月被判謀殺罪成，依例判處終身監禁。
- 文子星（英文:Ramanjit Singh）：印度裔港人，國際甲級通緝犯，2018年2月因涉及搶劫案被收押，另被揭發在印度涉及劫獄案和恐怖活動有關，正被國際刑警通緝。[15][16]
- 梁天琦：本土民主前線前發言人，旺角暴動案被告，暴動罪成，判有期徒刑6年。
- 盧建民：旺角暴動案被告，暴動罪成，被判囚7年。
- 容偉業：旺角暴動案被告，暴動罪及襲警罪成，被判囚3年。
- 吳文遠：社會民主連線主席
- 朱經緯：前香港警務處警司，被裁定「襲擊致造成身體傷害」罪名成立，被判監3月。
- 佔中九子：陳健民及戴耀廷判監16個月，邵家臻、黃浩銘判監8個月。
- 譚得志：藝名快必，人民力量前副主席，因煽惑他人參與未經批准集結罪等3罪及4項「發表煽動文字」罪，被判囚40個月，罰款5000元
- 胡志偉：前立法會議員（九龍東），因參與民主派初選被指違《港區國安法》被捕後申請保釋時發現有英國國民（海外）護照，違反另一案煽惑他人參與七一遊行保釋條件而還押，不許保釋。
- 楊明：2020年8月8日於馬己仙峽道駕車發生意外，涉嫌醉酒駕駛被捕，及後他被控告不小心駕駛、車窗玻璃光度不足和拒絕提供血液樣本作酒精測試罪，前兩控罪罪名成立，並因屢次犯案而被判囚18天和停牌兩年。2022年12月22日上訴被駁回，須即時入獄及被押解到荔枝角收押所。[17]

## 事件
- 台灣男子陳竹男（33歲），2009年8月因出老千在香港被捕，還押香港荔枝角收押所，3天後離奇死亡，家屬懷疑遭性虐待致死。香港警方經過調查後，2011年逮捕三名所方懲教人員梁盛志（46歲）、蘇嘉瑋（34歲）、鄧旭波（48歲）各被判刑16個月。[18]
- 曾任輔警的男子溫皓竣（45歲）曾開設公司提供「代客探監」收費服務，派員工訛稱是囚犯的朋友入荔枝角收押所，為未被定罪人士帶煙及傳口訊等。2013年警方派出臥底，假扮囚犯及顧客破案，溫及五名員工被裁定串謀欺詐罪成，各判100至150小時社會服務令。[19]被告上訴至終審法院，獲判上訴得直，撤銷定罪。 [20]
- 為聲援反修例事件的被捕人士，有網民發起於2019年12月20日晚上8時在荔枝角收押所外舉行「和你撐手足」集會，大會表示有3800人參與，警方說高峰期有1200人。[21]大會呼籲集會人士用呼聲告訴被拘留者自己並不孤單，收押所內有 79 名被拘留抗爭者，市民由晚上 8 時起聚集，舉起「和勇不分」的標語，高叫口號「毋忘手足」、「手足我撐你」等。[22]
- 2019冠狀病毒病疫情期間，元朗區議會議員方浩軒被指從在囚人士收取一個由懲教署分發的口罩，並將其帶出荔枝角收押所，兩人共同被控「將未經授權的物品引進監獄」。在囚人士在警誡下表示口罩質素參差，所以才將口罩交予方浩軒。方浩軒經審訊後脫罪，而在囚人士則罪成，被判監禁8週。[23]

## 外部連結
- 懲教署：荔枝角收押所（页面存档备份，存于）